# Barry Hawkins
Barry Hawkins (* 23. dubna 1979 v Dartfordu) je anglický profesionální hráč snookeru. Během své profesionální kariéry třikrát postoupil do semifinále bodovaných turnajů a pět sezon patří mezi nejlepších 32 hráčů světového žebříčku. Při své osmé účasti na mistrovství světa dokázal postoupit až do finále. Ačkoli je Hawkins pravák hraje většinu strků levou rukou. Pravou rukou však hraje údery vyžadující prodlužku.

## Profesionální kariéra
Barry Hawkins se profesionálem v roce 1996, ale na turnajích čekal na výraznější úspěch několik let. V druhém kole Scottish Open 2002 porazil Ronnieho O'Sullivana. Výrazného postupu na žebříčku se dočkal v sezoně 2004/2005, kdy se probojoval do semifinále Welsh Open a mezi nejlepších 16 na třech dalších bodovaných turnajích. Ještě větších úspěchů dosáhl v sezoně následující. Postoupil do semifinále Grand Prix a Welsh Open a poprvé se kvalifikoval na mistrovství světa. Zde však utrpěl drtivou porážku 10–1 od Kena Dohertyho. Navzdory této porážce se na konci ročníku umístil na 12 příčce světového žebříčku. Toto umístění zatím zůstává jeho nejlepší v kariéře.
Sezona 2006/2007 zastihla Hawkinse ve špatné formě. Probojoval se jen do finále nebodovaného turnaje Irish Masters a do semifinále China Open, ve kterém podlehl Jamie Copeovi 5–6.
V ročníku 2007/2008 Hawkins zvítězil ve kvalifikačním turnaji pro Masters a v sezoně 2008/2009 byl jeho nejlepším výsledkem postup do čtvrtfinále North Ireland Trophy.
V sezóně 2010/2011 dosáhl svého prvního oficiálního maximálního breaku na 3. turnaji série Players Tour Championship.
V sezóně 2012/2013 zaznamenal svůj dosavadní největší úspěch a to finálovou účast na mistrovství světa. Ve finále sice prohrál s Ronnie O'Sullivanem 12:18, přesto předvedl velmi dobrý výkon.

## Osobní život
Jako teenager hrál Hawkins na bicí v lokální kapele. Později se živil jako úředník. Od roku 2001 žije s přítelkyní Tarou, které mu v lednu 2009 porodila syna Harrisona.

## Úspěchy
1 finálová účast na mistrovství světa v roce 2013
2 vítězství v nebodovaných turnajích.
- 2007 Masters Qualifiers Event
- 2010 Pro Challenge Series – Event 5

Na turnajích vyhrál 369 200 £.